# 大石河
39°42′31″N 115°55′10″E / 39.7084906°N 115.9195748°E
大石河，又称琉璃河是北京地区的一条河流，为拒马河的支流。全长129公里，流域面积1280平方公里。
位于房山区境内。发源于房山区霞云岭乡堂上村，流经9个乡镇后汇入北拒马河。以青龙湖镇漫水河水文站（辛开口）为界，以上为山区河道，长87.6km。
主要支流有
- 周口店河：流域面积80km2，长度20.2km
- 挟括河：流域面积150km2，长度32.1km
- 牤牛河：流域面积65km2，长度23.8km
- 丁家洼河：流域面积25km2，长度11.8km
- 东沙河：流域面积19km2，长度7.4km
- 西沙河：流域面积11km2，长度8km
- 马刨泉河：流域面积27km2，长度14.4km

1958年后，在流域内修建了鸽子台水库、大窖水库（总库容55万立方米）、牛口峪水库、丁家洼水库（总库容110万立方米，其中防洪库容48万立方米）、天开水库。
历史上，1939年、1956年、1963年、1996年、2012年、2023年均发生严重流域洪水。大石河干流无控制性工程，规划在佛子庄乡的干流河道建设二道河水库，总库容7514m3；在大件路以上的大石河河滩规划通过开挖砂砾料建设“大石河滞洪水库”，总库容约3000万3，下游平原河道可由防御二十年一遇提高到五十年一遇洪水。